# 宣城市第二中学
宣城市第二中学，简称宣城二中，是安徽省宣城市的一所高级中学，为安徽省示范高中。

## 校史
安徽省宣城市第二中学于1962年建校，2002年被评为安徽省省级示范高中，2011年开始招收国际班学生。

## 现状
学校现有72个教学班，学生近4500人，教职工275人，其中特级教师2人，高级教师100人。